# Sundøya (Hole)
Slettøya est une île de la commune de Hole ,  dans le comté de Buskerud en Norvège.

## Description
Sundøya est l'une des deux petites îles situées à Kroksund, entre le Steinsfjorden et le Tyrifjord. La Route européenne 16 traverse l'île sur le pont de Kroksund, entre Kroksund et Sundvollen. 
Toutes les îles à l'exception de Sundøya ont été placées sous la propriété d'Utøya et à partir de 1839 vendues à des particuliers. Sundøya est resté public jusqu'à ce qu'elle soit vendue à la Brasserie Hønefoss en 1930, lorsque le Sundøya Fjordhotell y a été construit. Puis l'hôtel a été fermé et le bâtiment démoli. Une maison individuelle moderne est maintenant située sur l'île.
L'île voisine dans le détroit s'appelle Slettøya et est plus petite.